# مؤتمر مدريد 1991
كان مؤتمر مدريد لعام 1991 مؤتمرًا للسلام عقد في الفترة من 30 أكتوبر إلى 1 نوفمبر 1991 في مدريد، استضافته إسبانيا وشاركت في رعايته الولايات المتحدة و‌الاتحاد السوفيتي. وكان محاولة من جانب المجتمع الدولي لإحياء عملية السلام الإسرائيلية الفلسطينية من خلال المفاوضات، التي تشمل إسرائيل و‌الفلسطينيين وكذلك البلدان العربية، بما فيها الأردن و‌لبنان و‌سوريا.
وفي 3 نوفمبر، أعقب المؤتمر مفاوضات ثنائية بين إسرائيل والوفد الأردني الفلسطيني المشترك، لبنان وسوريا على التوالي. وعقدت اجتماعات ثنائية لاحقة في واشنطن في 9 ديسمبر 1991، وفي 28 يناير 1992، بدأت مفاوضات متعددة الأطراف بشأن التعاون الإقليمي في موسكو، حضرتها إسرائيل والوفد الأردني الفلسطيني والمجتمع الدولي، ولكن دون لبنان وسوريا.

## الخلفية
مبكرًا بحلول 22 مايو 1989، قال وزير الخارجية الأمريكي جيمس بيكر لجمهور لجنة الشؤون العامة الأمريكية الإسرائيلية (أيباك)، أن على إسرائيل أن تتخلى عن سياستها التوسعية؛ أخذ هذا التصريح كثيرًا كإشارة بأن سنوات ريغان المؤيدة لإسرائيل قد ولّت. بعد حرب الخليج في 6 مارس 1991، خاطب الرئيس جورج بوش الأب الكونغرس في خطاب كثيرًا ما استشهد به كبيان السياسة الرئيسية لإدارة بوش حول النظام الجديد في الشرق الأوسط عقب طرد القوات العراقية من الكويت. بالإضافة إلى الحفاظ على وجود دائم للقوات البحرية الأمريكية في الخليج العربي، وتوفير الأموال اللازمة لتنمية الشرق الأوسط، ووضع ضمانات ضد انتشار الأسلحة غير التقليدية، يلاحظ مايكل أورين "أن محور برنامجه، مع ذلك، كان تحقيق معاهدة عربية إسرائيلية قائمة على مبدأ الأرض مقابل السلام والوفاء بالحقوق الفلسطينية."

## التحضيرات
كخطوة أولى أعلن جورج بوش عن اعتزامه عقد مؤتمر السلام الدولي في مدريد. وأعربت إدارة بوش عن اعتقادها بأن هناك فرصة سانحة لاستخدام رأس المال السياسي الذي حققه انتصار الولايات المتحدة في حرب الخليج لتنشيط عملية السلام العربية الإسرائيلية. وركزت مبادرة السلام هذه على عقد مؤتمر دولي متعدد الأطراف والذي سوف ينقسم إلى مسارات منفصلة وثنائية ومتعددة الأطراف. وقد قام وزير الخارجية الأمريكي جيمس بيكر بثماني زيارات دبلوماسية إلى المنطقة للحصول على دعم للمؤتمر. وقد وضع إطار للأهداف ووجهت الولايات المتحدة بالاشتراك مع الاتحاد السوفيتي، رسالة دعوة مؤرخة في 30 أكتوبر 1991 إلى إسرائيل وسوريا ولبنان والأردن والفلسطينيين.

## المؤتمر
وكان الفريق الفلسطيني جزءا من وفد فلسطيني أردني مشترك ويتكون من فلسطينيين من الضفة الغربية وقطاع غزة. وكان الاجتماع رسميًا بدون شركاء علنيين في منظمة التحرير الفلسطينية مثل صائب عريقات وحيدر عبد الشافي، رئيس الوفد، بسبب الاعتراضات الإسرائيلية. وقبل المؤتمر، هددت إسرائيل بعدم الحضور إذا كان ممثلو منظمة التحرير الفلسطينية، أو شخص من خارج قطاع غزة والضفة الغربية، أو شخص من القدس الشرقية سيكونون جزءا من الوفد الفلسطيني. إلا أن الوفد كان على تواصل مستمر مع قيادة منظمة التحرير الفلسطينية في تونس. وعلى الرغم من الاعتراضات الإسرائيلية، أرسلت منظمة التحرير الفلسطينية "وفدًا استشاريًا" غير رسمي برئاسة فيصل الحسيني ليكون بمثابة جهة اتصال. وحضر المؤتمر شخصيات من منظمة التحرير الفلسطينية خلف الكواليس لإرشاد الوفد الفلسطيني.
وكان الغرض من المؤتمر أن يكون بمثابة منتدى افتتاحي للمشاركين ولم يكن له سلطة فرض حلول أو نقض الاتفاقيات. لقد افتتحت المفاوضات على المسارين الثنائي والمتعدد الأطراف والتي شارك فيها المجتمع الدولي أيضًا. اتفق المفاوضون السوريون واللبنانيون على استراتيجية مشتركة.
كان هذا هو المؤتمر الأخير الذي عُقد بحضور كل من الاتحاد السوفييتي والولايات المتحدة. انهار الاتحاد السوفييتي في وقت لاحق من ذلك العام في ديسمبر 1991.